# Cumia adjuncta
Cumia adjuncta är en snäckart som först beskrevs av Tom Iredale 1929.  Cumia adjuncta ingår i släktet Cumia och familjen valthornssnäckor. Inga underarter finns listade i Catalogue of Life.